# Jan Boots

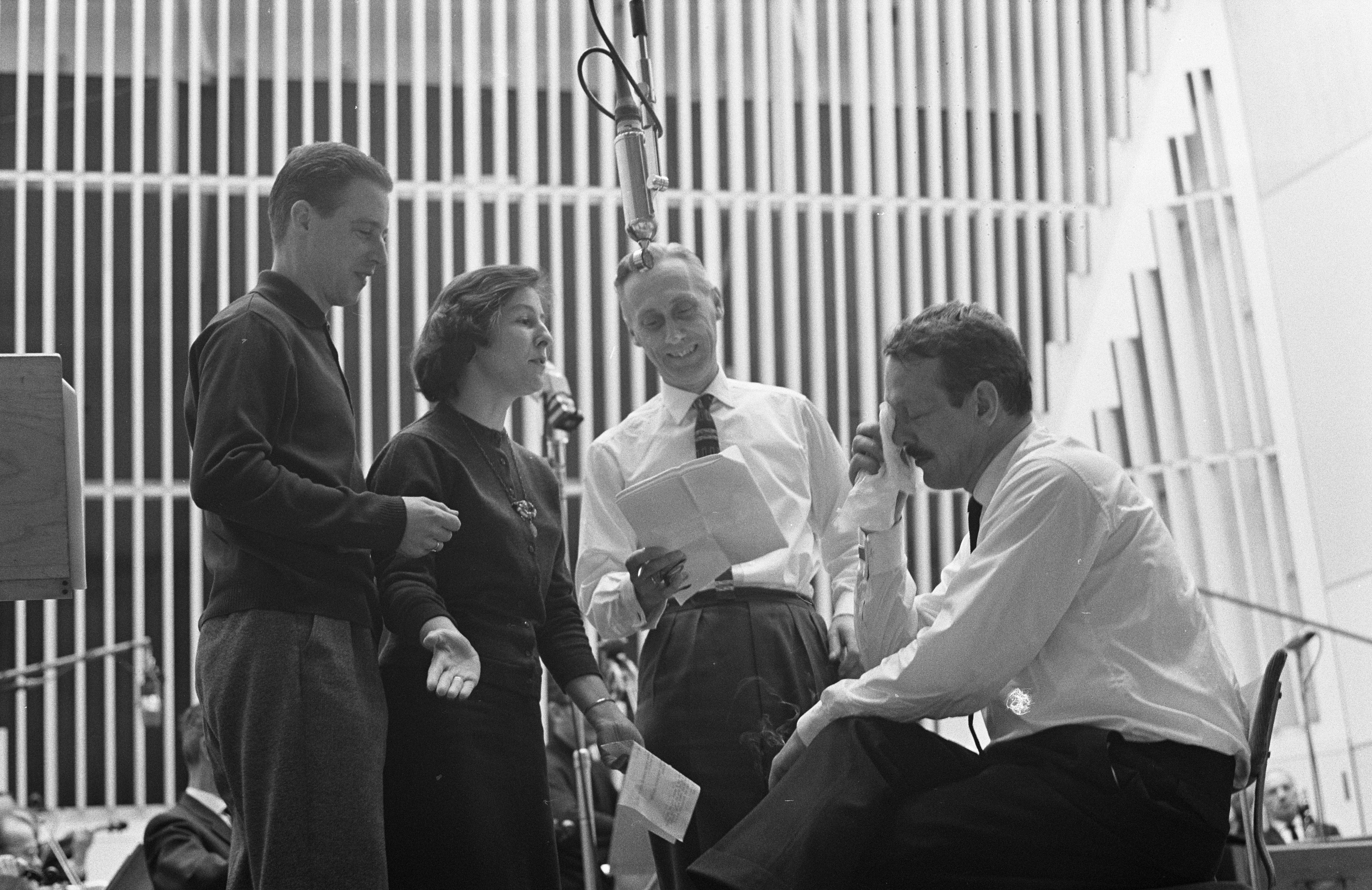
Jan Boots (tweede van rechts) in 1962

Jan Boots (Enschede, 9 februari 1912 - Hilversum, 23 november 1980) was een Nederlands radiopresentator en verslaggever.
Hij werd vooral bekend door zijn jarenlange presentatie van de AVRO-quiz Hersengymnastiek. Dit deed hij eerst samen met Bob Wallagh en later met Jan van Herpen. Ook werkte hij als verslaggever; zo maakte hij in 1953 de KLM-vlucht mee tijdens de Londen-Christchurch Air Race. 
Boots' sollicitatie bij de omroep in 1935 was opmerkelijk: hij stuurde AVRO-directeur Willem Vogt geen brief, maar een ingesproken grammofoonplaat. Tijdens de Tweede Wereldoorlog was Boots chef de bureau algemene zaken van de Nederlandsche Omroep. Hij was getrouwd met de zangeres Ans Heidendaal.